# Problepsis cinerea
Problepsis cinerea är en fjärilsart som beskrevs av Butler 1886. Problepsis cinerea ingår i släktet Problepsis och familjen mätare. Inga underarter finns listade i Catalogue of Life.